# Ceresa discolor
Ceresa discolor är en insektsart som beskrevs av Leon Fairmaire. Ceresa discolor ingår i släktet Ceresa och familjen hornstritar. Inga underarter finns listade i Catalogue of Life.